# وسپرتین
وسپرتین (به انگلیسی: Vespertine) چهارمین آلبوم استودیویی از هنرمند ضبط ایسلندی بیورک می‌باشد که در ۱۸ اوت سال ۲۰۰۱ از سوی وان لیتل ایندین رکوردز در ژاپن و از سوی الکترا انترتینمنت در ایالات متحده منتشر گردید. بیورک به دنبال ساخت آلبومی با موسیقی الکترونیک مینیمال و در عین حال پیچیده بود که حس خودمانی و فضای خانگی را به شنونده منتقل کند، و در تضاد با سبک‌های پرسر و صدای آلبوم قبلی‌اش هموژنیک (۱۹۹۷) باشد. او با تهیه‌کنندگانی نظیر اوپیات، کنسول و گروهٔ دونفره متموس در این پروژه همکاری کرد و با چنگ‌زن زینا پارکینز، نیز همکاری داشته است. تهیه و تولید این اثر در حالی آغاز گردید که او مشغول بازی در فیلم رقصنده در تاریکی بود.